# Ausangate
De Ausangate is een berg in de Andes met een hoogte van 6.336 meter, gelegen in de nabijheid van Cuzco, Peru. Bij helder weer is hij zelfs vanuit de stad te zien.
Een populaire maar vrij zware trektocht is het 'Ausangate circuit'. In 4 à 7 dagen wordt via enkele hoge bergpassen (tot 5.200 m) rond de berg getrokken. Het vertrek hiervoor ligt in Tinki, een klein stadje langs de weg (PE-30C Interoceánica Sur) van Cuzco naar Puerto Maldonado.
De berg werd in 1953 voor het eerst beklommen door Oostenrijker Heinrich Harrer.